# Malin Svahnström
Malin Erika Helena Svahnström, född 10 juni 1980 i Upplands Väsby, är en svensk simmare som var med i svenska landslaget. Hon är klubbmedlem i Väsby SS. Svanström deltog i OS i Sydney 2000 där hon tog en bronsmedalj på 4×200 meter stafett, samt vid spelen i Aten 2004.